# 北嶋秀朗
北嶋秀朗（1978年5月23日—），日本足球运动员，现效力于J联赛球队柏雷素尔。

## 早期生涯
北嶋秀朗在船橋市立船橋高等学校时曾经获得第73届和第75届全国高等学校足球选手权大会冠军。其中第75届是击败中村俊輔领衔的桐光学園高等学校夺冠，在这一届比赛中，北嶋秀朗打进6球，成为赛事的最佳射手和MVP。

## 俱乐部生涯
1997年，高中毕业的北嶋秀朗加盟柏雷素尔，1998年底至1999年初曾经在圣保罗短期留学训练。1999赛季后北嶋秀朗开始占据球队的主力前锋位置，但2003年由于对球队的目标不满而离开，加盟清水心跳。2006年，柏雷素尔降级到J2联赛，在清水心跳已经失去位置的北嶋秀朗回归柏雷素尔，他成为球队的精神支柱，25次出场打进7球，帮助球队以亚军的成绩重返J1联赛。
2011年4月29日，北嶋秀朗在和甲府风林的比赛中打进个人的第50个J1联赛进球。2011赛季，他是球队的超级替补，23次出场打进9球，帮助柏雷素尔在升班的第一个赛季就获得球队历史上首个日本顶级联赛冠军。

## 国家队生涯
北嶋秀朗是日本国家队夺得2000年亚洲杯足球赛冠军的成员之一。他在此次杯赛中3次出场，并在小组赛第二场8比1击败乌兹别克斯坦的比赛中打进第一个国家队进球。但这也是他唯一的一次国家队经历。

## 荣誉

### 俱乐部
- 柏雷素尔
  - J2联赛：2010
  - J联赛：2011

### 国家队
- 日本
  - 亚洲杯足球赛：2000